# Montbonnot-Saint-Martin
Montbonnot-Saint-Martin är en kommun i departementet Isère i regionen Auvergne-Rhône-Alpes i sydöstra Frankrike. Kommunen ligger i kantonen Saint-Ismier som tillhör arrondissementet Grenoble. År 2022 hade Montbonnot-Saint-Martin 5 554 invånare.

## Befolkningsutveckling
Antalet invånare i kommunen Montbonnot-Saint-Martin
Referens:INSEE